# Federico Pérez
Federico Pérez (Junín, Provincia de Buenos Aires; 24 de octubre de 1984) es un piloto argentino de automovilismo. Iniciado en la práctica deportiva del motocross, tuvo sus primeros contactos con el automovilismo oficiando primeramente de copiloto dentro de la categoría Turismo Carretera, para luego desarrollar su propio camino al debutar profesionalmente en la categoría GT 2000. 
Compitió en esta categoría entre los años 2005 y 2007, proclamándose finalmente campeón de la misma en esta última temporada. Participó luego en las divisiones inferiores de la Asociación Corredores de Turismo Carretera, compitiendo en las categorías TC Mouras, en 2008 y 2009 y TC Pista, de 2010 a 2015. Durante su paso por el TC Pista, alcanzaría sus primeros triunfos en el automovilismo en los años 2012 y 2013 y terminaría por redondear su mejor resultado en el año 2013, alcanzando la tercera posición del campeonato.
Aunque debutó en 2018 como piloto invitado, en 2019 desarrolló su primera temporada completa de Turismo Carretera, tras la cual decidió cambiar de rumbo yendo a competir en la división TC Pick Up. A la par de ello y como consecuencia de un parate obligado por cuestiones presupuestarias, comenzó a trabajar como comentarista televisivo en las diferentes transmisiones del Turismo Carretera. Tras su última participación en TC Pick Up en 2022, decidió dedicarse al periodismo a tiempo completo, sin oficializar su retiro de las pistas.

## Biografía
Si bien, sus primeros contactos con el deporte motor los tuvo a los 15 años compitiendo en categorías zonales de motocross, no fue hasta entrada su mayoría de edad que Federico Pérez tuviera su primer contacto con el automovilismo. Esto se daría gracias a su acercamiento a la familia Iglesias, luego de su traslado hacia la ciudad de La Plata donde desembarcaría para iniciar sus estudios terciarios. Sin embargo, su interés por participar en esta disciplina pudo más y entre los años 2003 y 2004 participaría por primera vez en competencias de automovilismo, oficiando de copiloto primeramente de Fernando Iglesias I y más tarde de su hijo Juan Manuel Iglesias, ambos pilotos de la categoría Turismo Carretera. De esta forma, Federico comenzaría a forjar su carrera deportiva, hasta que a finales de 2005 le llegaría la oportunidad de debutar como piloto profesional, y ese debut se terminaría dando en la categoría GT 2000, destinada para Sport prototipos. En esta temporada, Pérez competiría en las tres últimas fechas al comando de un chasis Dragón, equipado con una unidad impulsora del modelo de producción Renault Mégane. En los años siguientes, Pérez continuaría compitiendo en la categoría al comando de su misma unidad, contando con la atención integral del equipo de Juan José Marangoni, desarrollando gran parte de la temporada 2006 y disputando toda la temporada 2007. En esta última temporada alcanzaría su primer logro a nivel nacional, al proclamarse como campeón argentino y logrando además una performance única, alzándose con 9 victorias en el año, sobre 12 fechas disputadas. Tras haber obtenido este título, emprendería un importante proyecto de ascenso en su carrera deportiva, preparando su desembarco en la divisional TC Mouras de la Asociación Corredores de Turismo Carretera.
Su debut en TC Mouras tendría lugar en el año 2008, cuando al comando de un Ford Falcon atendido por la escudería de Marangoni, participaría en 10 de las 14 fechas programadas de esa temporada, haciendo su estreno el 12 de abril de 2008. En su primera temporada, desarrollaría un período de adaptación, obteniendo resultados muy regulares. En la temporada siguiente, cambiaría de equipo pasándose a la escudería de Jorge Alifraco, pero siempre manteniéndose fiel a Ford. En esta temporada alcanzaría sus primeros grandes resultados, al competir en toda la temporada, cosechando 3 podios y culminando el torneo en el 4º lugar, hecho que le permitiría ser acreedor de un ascenso a la divisional TC Pista.
- [4]

## Trayectoria
| Años | Categoría                                            | Automóvil       |
| ---- | ---------------------------------------------------- | --------------- |
| 2005 | Debut en GT 2000, 3 carreras                         | Dragón-Mégane   |
| 2006 | GT 2000                                              | Dragón-Mégane   |
| 2007 | Campeón de GT 2000                                   | Dragón-Mégane   |
| 2008 | Debut en TC Mouras                                   | Ford Falcon     |
| 2009 | TC Mouras                                            | Ford Falcon     |
| 2010 | Debut en TC Pista                                    | Ford Falcon     |
| 2011 | TC Pista                                             | Ford Falcon     |
| 2012 | TC Pista                                             | Ford Falcon     |
| 2013 | TC Pista                                             | Ford Falcon     |
| 2014 | TC Pista                                             | Chevrolet Chevy |
| 2015 | TC Pista                                             | Ford Falcon     |
| 2016 | TC Pista                                             | Dodge Cherokee  |
| 2017 | TC Pista                                             | Ford Falcon     |
| 2018 | TC Pista                                             | Ford Falcon     |
| 2018 | TC Pista                                             | Torino Cherokee |
| 2018 | Invitado a los 1000 km de Buenos Aires (debut en TC) | Torino Cherokee |

- [5]

### Trayectoria en TC Mouras
| Año  | Equipo                | Automóvil   | Fechas | Fechas | Fechas | Fechas | Fechas | Fechas | Fechas | Fechas | Fechas | Fechas | Fechas | Fechas | Fechas | Fechas | Posición final     |
| ---- | --------------------- | ----------- | ------ | ------ | ------ | ------ | ------ | ------ | ------ | ------ | ------ | ------ | ------ | ------ | ------ | ------ | ------------------ |
| 2008 | Jotam Racing          | Ford Falcon | 01     | 02     | 03     | 04     | 05     | 06     | 07     | 08     | 09     | 10     | 11     | 12     | 13     | 14     | 29º (39.50 puntos) |
| 2008 | Jotam Racing          | Ford Falcon |        |        | 25     | 32     | 21     | 14     | 26     | 21     | 32     |        | NL     |        | 14     | 6º     | 29º (39.50 puntos) |
| 2009 | Jorge Alifraco Racing | Ford Falcon | 01     | 02     | 03     | 04     | 05     | 06     | 07     | 08     | 09     | 10     | 11     | 12     | 13     | 14     | 4º (161.50 puntos) |
| 2009 | Jorge Alifraco Racing | Ford Falcon | 4º     | 11     | 15     | 5º     | 2º     | 3º     | 6º     | 9º     | 7º     | 5º     | 24     | 5º     | 40     | 3º     | 4º (161.50 puntos) |

## Palmarés
| Título  | Categoría | Automóvil     | Años |
| ------- | --------- | ------------- | ---- |
| Campeón | GT 2000   | Dragón-Mégane | 2007 |